# Obana plagiostola
Obana plagiostola là một loài bướm đêm trong họ Noctuidae.